# Đồng Sơn, thành phố Bắc Giang
Đồng Sơn là một phường thuộc thành phố Bắc Giang, tỉnh Bắc Giang, Việt Nam.

## Địa lý
Phường Đồng Sơn có vị trí địa lý:
- Phía đông giáp phường Tân Liễu và phường Tân Tiến
- Phía tây giáp xã
- Phía nam giáp phường Tiền Phong
- Phía bắc giáp phường Mỹ Độ và phường Trần Phú.

Phường Đồng Sơn có diện tích 8,27 km², dân số năm 2023 là 11.288 người, mật độ dân số đạt 1.364 người/km².

## Hành chính
Phường Đồng Sơn được chia thành 6 tổ dân phố: Chùa, Đồng Quan, Đồng Sau, Phấn Sơn, Sòi, Tân Mỹ.

## Lịch sử
Trước năm 1945, xã Đồng Sơn thuộc tổng Phúc Tằng, huyện Cổ Dũng, xứ Kinh Bắc.
Tháng 8 năm 1945, đổi tên xã Đồng Sơn thành xã Phấn Trì.
Xã Phấn Trì gồm có 5 thôn: Chùa, Đồng Quan, Đồng Sau, Phấn Trì, Sòi.
Ngày 17 tháng 6 năm 1949, Ủy ban kháng chiến hành chính Liên khu 1 ban hành Quyết định số 361PC/2 về việc thành lập xã Phấn Dũng trên cơ sở xã Phấn Trì và xã Phấn Liễu.
Tháng 6 năm 1956, thành lập xã Đồng Sơn trên cơ sở một phần diện tích và dân số của xã Phấn Dũng.
Ngày 27 tháng 10 năm 1962, Quốc hội ban hành Nghị quyết về việc thành lập tỉnh Hà Bắc trên cơ sở tỉnh Bắc Giang và tỉnh Bắc Ninh. Khi đó, xã Đồng Sơn thuộc huyện Yên Dũng, tỉnh Hà Bắc.
Ngày 6 tháng 11 năm 1996, Quốc hội ban hành Nghị quyết về việc chia tỉnh Hà Bắc thành tỉnh Bắc Giang và tỉnh Bắc Ninh. Khi đó, xã Đồng Sơn thuộc huyện Yên Dũng, tỉnh Bắc Giang.
Ngày 27 tháng 9 năm 2010, Chính phủ ban hành Nghị quyết số 36/NQ-CP về việc chuyển xã Đồng Sơn thuộc huyện Yên Dũng vào thành phố Bắc Giang quản lý.
Tính đến ngày 31 tháng 12 năm 2023, xã Đồng Sơn có 8,27 km² diện tích tự nhiên, quy mô dân số là 11.288 người và có 6 thôn: Chùa, Đồng Quan, Đồng Sau, Phấn Sơn, Sòi, Tân Mỹ.
Ngày 28 tháng 9 năm 2024, Ủy ban Thường vụ Quốc hội ban hành Nghị quyết số 1191/NQ-UBTVQH15 về việc sắp xếp đơn vị hành chính cấp huyện, cấp xã của tỉnh Bắc Giang giai đoạn 2023 – 2025 (nghị quyết có hiệu lực từ ngày 1 tháng 1 năm 2025). Theo đó: thành lập phường Đồng Sơn thuộc thành phố Bắc Giang trên cơ sở toàn bộ 8,27 km² diện tích tự nhiên và quy mô dân số là 11.288 người của xã Đồng Sơn.

## Danh nhân
- Lưu Văn Miểu (2/5/1956–) là một sĩ quan cấp cao của Quân đội Nhân dân Việt Nam, hàm Trung tướng, Giám đốc Học viện Hậu cần.